# Бруліно-Півкі
Бруліно-Півкі (пол. Brulino-Piwki) — село в Польщі, у гміні Чижев Високомазовецького повіту Підляського воєводства.
Населення — 169 осіб (2011).
У 1975-1998 роках село належало до Ломжинського воєводства.

## Демографія
Демографічна структура станом на 31 березня 2011 року:
|          | Загалом | Допрацездатний вік | Працездатний вік | Постпрацездатний вік |
| -------- | ------- | ------------------ | ---------------- | -------------------- |
| Чоловіки | 92      | 21                 | 64               | 7                    |
| Жінки    | 77      | 20                 | 41               | 16                   |
| Разом    | 169     | 41                 | 105              | 23                   |